# Premi Carme Serrallonga
El Premi Carme Serrallonga és un premi anual creat l'any 1994, en homenatge a Carme Serrallonga i Calafell, per la Facultat de Filologia de la Universitat de Barcelona, amb el suport de la Direcció General de Política Lingüística de la Generalitat de Catalunya.
Inicialment i fins 2013 es premiaven entitats i empreses per la qualitat en l'ús del català.
A partir de l'any 2014 se'n modifica l'objectiu per passar a premiar estudiants per treballs de sociolingüística catalana.
Els premiats han estat 
- 1994 Caprabo
- 1995 Gas Natural
- 1996 Fundació Caixa Sabadell
- 1997 Cambra Oficial de Comerç, Indústria i Navegació de Barcelona
- 1998 Premi desert
- 1999 Dir, Clubs de Fitness
- 2000 Vilaweb (Partal Maresme Associats)
- 2001 Confederació de Comerç de Catalunya
- 2002 Flaix TV
- 2003 El Triangle
- 2004 Bon Preu
- 2005 Softcatalà
- 2006 Fundació Futbol Club Barcelona
- 2007 Establiments Viena, SA
- 2008 Cerveses Moritz, SA
- 2009 ABACUS
- 2010 Caixa Popular-Caixa Rural, Cooperativa Valenciana
- 2011 Coselva, Cooperativa Agrícola de la Selva del Camp
- 2012 Galetes Trias
- 2013 Associació Cívica per la Llengua El Tempir d'Elx
- 2014 Montse Sendra
- 2015 Premi desert
- 2016 Àngels Domènech
- 2017 Eva Bosch Roura
- 2018 Premi desert
- 2019 Núria Poch